# Rua Bulhões Marcial
A Rua Bulhões Marcial é uma rua do subúrbio do Rio de Janeiro que beira a Estrada de Ferro Central do Brasil, ligando os bairros de Cordovil e Vigário Geral, em direção à Duque de Caxias. Por ficar próxima de favelas, é considerada uma via perigosa.

## Homenageado
O nome da via pública é uma homenagem a João de Bulhões Matos Marcial (Vila de Iguaçu, 4 de julho de 1860 - 1922), farmacêutico e deputado federal, entre 1903 e 1911. Participou da campanha republicana através do Clube Republicano,junto com José do Patrocínio, João Pernambuco e outros.
Como médico trabalhou no Hospício do Socorro, mantido pela Santa Casa de Misericórdia do Rio de Janeiro. Como professor, fundou uma escola noturna gratuita para adultos, menores e trabalhadores, na qual exerceu função de magistério por cinco anos.<ref name=":1/">